# Mabuhay Investment Corporation
A Mabuhay Investment Corporation (MIC) (também conhecida por apenas Mabuhay) é uma holding detida pela Philippine Long Distance Telephone Company. Era conhecido anteriormente como Mabuhay Satellite Corporation (MSC), uma corporação aeroespacial filipina responsável pela operação de satélites de comunicação até 2009, a única companhia filipina destinada a esta finalidade. Foi proprietária do Agila 2 o satélite que fornece a cobertura mais poderoso da região Ásia-Pacífico. Além da operação de satélite, também fornece serviços por satélite. Atualmente, opera dois centros espaciais, nomeadamente a Mabuhaysat Subic Space Center, seu principal centro, e o Zamboanga City, seu centro de back-up.

## História
Fundada em 10 de novembro de 1994 com o nome Mabuhay Philippines Satellite Corporation (MPSC), a empresa foi criada principalmente para construir, possuir, operar e manter uma instalação de satélite internacional e outras formas de equipamentos de telecomunicações, que são capazes de fornecer telecomunicações e radiodifusão em nível doméstico e internacional.
A maioria do conselho de administração concordou, em uma reunião realizada em 10 de abril de 2003, para eliminar a palavra "Philippines" do nome da empresa, como a empresa foi criada para ser um operador de satélite internacional e, não só dentro das Filipinas.
Em 6 de novembro de 2009, a comunicação empresarial e operação de satélite da MSC foi vendida para a Asia Broadcast Satellite (ABS) depois de terem assinado um acordo.
Em 13 de janeiro de 2012, após a Securities and Exchange Commission (SEC) aprovar a alteração em seus atos constitutivos, a Mabuhay Satellite Corporation foi renomeada para Mabuhay Investment Corporation.

## Venda da empresa
A Mabuhay Satellite Corporation (Mabuhay) e ProtoStar Ltd., uma companhia de Bermudas, assinaram vários acordos no dia 17 de setembro de 2008, que abrangiam múltiplas áreas de cooperação entre as duas empresas. Mas a ProtoStar faliu e estes acordos não foram concretizados.
Em novembro de 2009, as Filipinas, concordou em vender toda a sua participação de 67% na Mabuhay Satellite Corporation (detida pela Philippine Long Distance Telephone Company, PLDT) para o operador Asia Broadcast Satellite (ABS), incluindo o satélite Agila 2.
A venda do satélite nacional foi criticada e não aceita nas Filipinas. Falou-se de regressão tecnológica e perda de independência no campo da comunicação e defesa. Porque a empresa foi vendida e a renda potencial do satélite - o mercado de serviços de satélite, nas Filipinas, em 2010, foi avaliado em 120 milhões de USD. No início de 2013, a imprensa nacional indicaram que as Filipinas são o único dos cinco países mais ricos do Sudeste Asiático, sem o seu próprio satélite de comunicações, sublinhando que para um país formado por 7.000 ilhas ter seu próprio satélite deve ser um meio óbvio de infraestrutura de telecomunicações.

## Satélites
| Satélite | Fabricante          | Data do lançamento   | Veiculo de lançamento | Estado  | Nota |
| -------- | ------------------- | -------------------- | --------------------- | ------- | --- |
| Agila 1  | Hughes              | 20 de março de 1987  | Delta-3920            | Inativo | Após uma tentativa de lançamento em 1984, o satélite Palapa B3 foi condenado. O mesmo foi lançado com sucesso, como Palapa B2P a bordo de um de foguete Delta-3920 PAM-D em março de 1987. Em meados de 1996, o satélite foi adquirido da PT Pasifik Satelit Nusantara pela PLDT para se tornar o primeiro satélite do sistema Mabuhay. |
| Agila 2  | Space Systems/Loral | 19 de agosto de 1997 | Longa Marcha 3B       | Vendido | Ex-ABS-5. Também conhecido por Mabuhay 1 e ABS-3 |